# 천안성성고등학교
천안성성고등학교는 충청남도 천안시]에 개교 예정인 공립 고등학교이다.

## 학교 연혁
- 2026년 3월 1일 : 개교